# Haliplectus salicornius
Haliplectus salicornius is een rondwormensoort uit de familie van de Haliplectidae. De wetenschappelijke naam van de soort is voor het eerst geldig gepubliceerd in 1984 door Ward.